# هدر (سلماس)
هدر هي قرية في مقاطعة سلماس، إيران. عدد سكان هذه القرية هو 1,036 في سنة 2006.